# Rhodostrophia adauctata
Rhodostrophia adauctata är en fjärilsart som beskrevs av Otto Staudinger 1892. Rhodostrophia adauctata ingår i släktet Rhodostrophia och familjen mätare. Inga underarter finns listade.